# Jacob Hjelte
Jacob Hjelte, född 8 november 1996, är en svensk fotbollsspelare som spelar för Gefle IF.

## Karriär
Hjeltes moderklubb är Hagaströms SK. Han spelade därefter två år i Gävle GIK. Som 15-åring gick Hjelte 2011 till Gefle IF.
I oktober 2014 skrev Hjelte på sitt första A-lagskontrakt i Gefle IF med start från säsongen 2015. Den 5 april 2015 gjorde Hjelte allsvensk debut i en 2–0-vinst över Falkenbergs FF, där han blev inbytt i den 14:e minuten mot skadade Anders Bååth.
Den 31 maj 2018 lånades Hjelte ut till Sandvikens IF. Den 3 juni 2018 debuterade han och gjorde två mål i en 3–1-vinst över Assyriska FF. Den 13 juli 2018 värvades Hjelte av Sandvikens IF på en permanent övergång och han skrev på ett 2,5-årskontrakt med klubben. Efter säsongen 2019 lämnade Hjelte klubben.
I december 2019 återvände Hjelte till Gefle IF.